# Cerkiew św. Symeona w Dreźnie
Cerkiew św. Symeona – cerkiew prawosławna w Dreźnie, pozostająca w jurysdykcji Rosyjskiego Kościoła Prawosławnego. Siedziba parafii pod tym samym wezwaniem.

## Historia

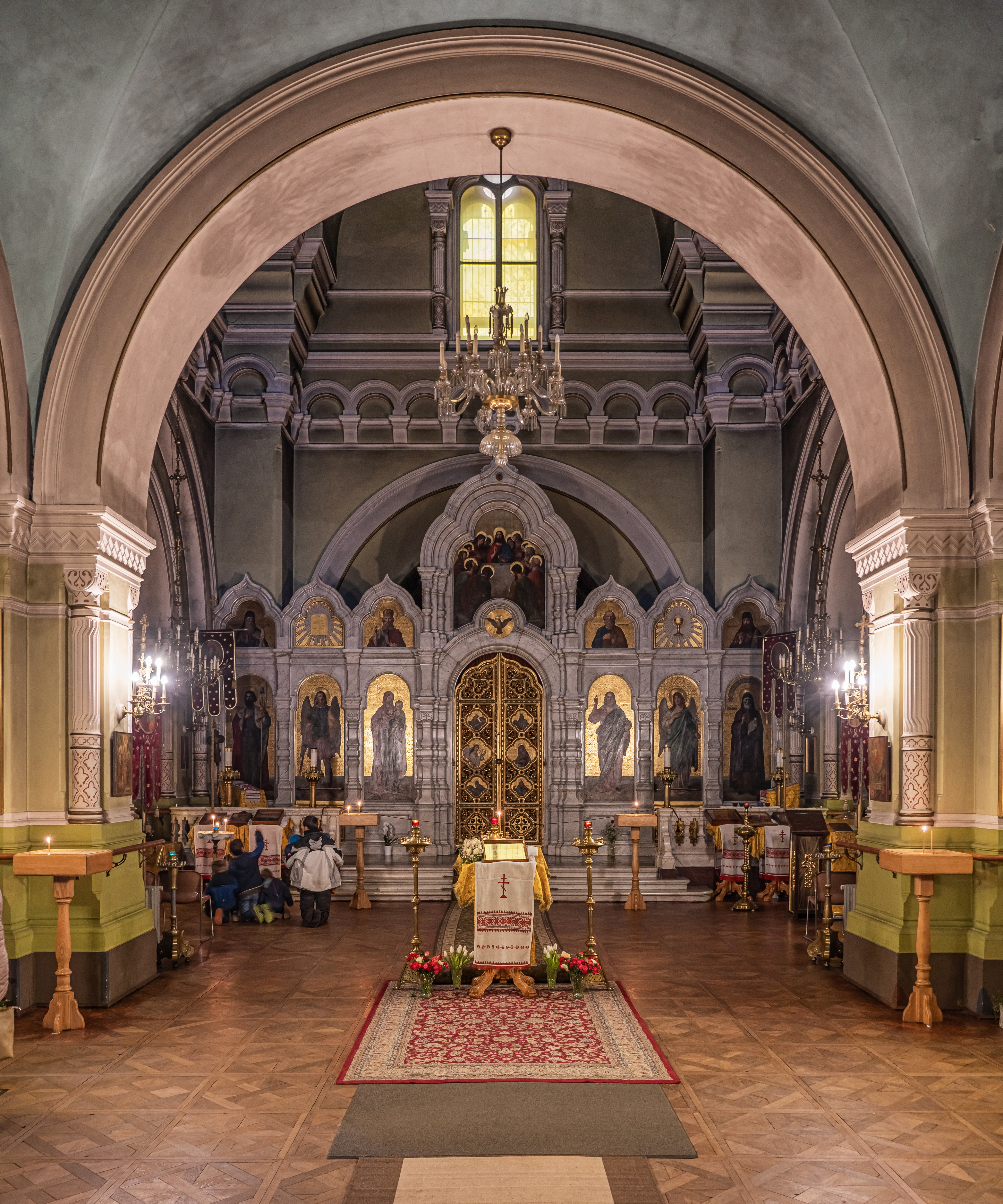
Wnętrze (2023)

Pierwsza parafia w Dreźnie, wykorzystująca do odprawiania nabożeństw prywatną kaplicę domową, powstała w 1861, by służyć społeczności rosyjskiej zamieszkałej w Dreźnie, dyplomatom Imperium Rosyjskiego oraz przyjeżdżającym do Cesarstwa Niemieckiego arystokratom rosyjskim. W 1862 parafia liczyła 358 członków. Jak dowodzą zachowane dokumenty parafialne, z cerkwią czasowo związani byli Iwan Turgieniew, Michaił Bakunin oraz Fiodor Dostojewski, który ochrzcił w niej swoją córkę Lubow. W 1863 w cerkwi św. Symeona został ochrzczony przyszły premier Rosji Piotr Stołypin. 
Obecna cerkiew została wybudowana w latach 1872–1874 według projektu Karla Weißbacha i Haralda Julisa von Bosse (obywateli rosyjskich pochodzenia niemieckiego). Łączny koszt prac wyniósł 520 tys. marek, z czego 3/4 było datkiem rosyjskiego sowietnika Siemiona Wikulina, zaś reszta pochodziła ze składek parafian. Główny ofiarodawca wybrał również patrona świątyni. Poświęcenie cerkwi miało miejsce 6 czerwca 1874. W roku następnym w liturgii w cerkwi uczestniczył Cesarz Wszechrusi Aleksander III, co upamiętnia tablica na fasadzie obiektu. 
Wykonanie dekoracji wnętrza cerkwi musiało zostać odsunięte w czasie ze względu na brak funduszy. Ostatecznie zespół fresków w cerkwi wykonał James Marshall na początku XX w. W tym samym czasie, m.in. dzięki ofierze pieniężnej kompozytora Siergieja Rachmaninowa w cerkwi rozpoczęto instalację oświetlenia gazowego. W czasie I wojny światowej władze miasta zarządziły zamknięcie budynku dla wiernych. Prezydent Drezna w 1915 uzasadniał tę decyzję faktem braku możliwości kontroli treści nabożeństw prawosławnych oraz tym, że mogły one łączyć się z propagandą antycesarską i modlitwą za militarne zwycięstwa Rosjan. 
Od 1939 opiekunem cerkwi był Rosyjski Kościół Prawosławny poza granicami Rosji, do swojego zjednoczenia z patriarchatem moskiewskim.

## Architektura
Cerkiew wzniesiona jest z piaskowca. Wejście do obiektu prowadzi przez przedsionek, nad którym wzniesiona jest dzwonnica dekorowana motywami oślich grzbietów, ze strzelistą wieżą zwieńczoną niewielką kopułką. Podobna znajduje się w ozdobnym szczycie nad wejściem do obiektu. Kwadratową nawę cerkiewną przykrywają cztery kopuły w narożnikach zgrupowane wokół centralnej. Nawa posiada dwie absydy, całość dekorowana jest płaskorzeźbami i oślimi grzbietami. Okna cerkwi są półkoliste. 